# 京太高速动车组列车

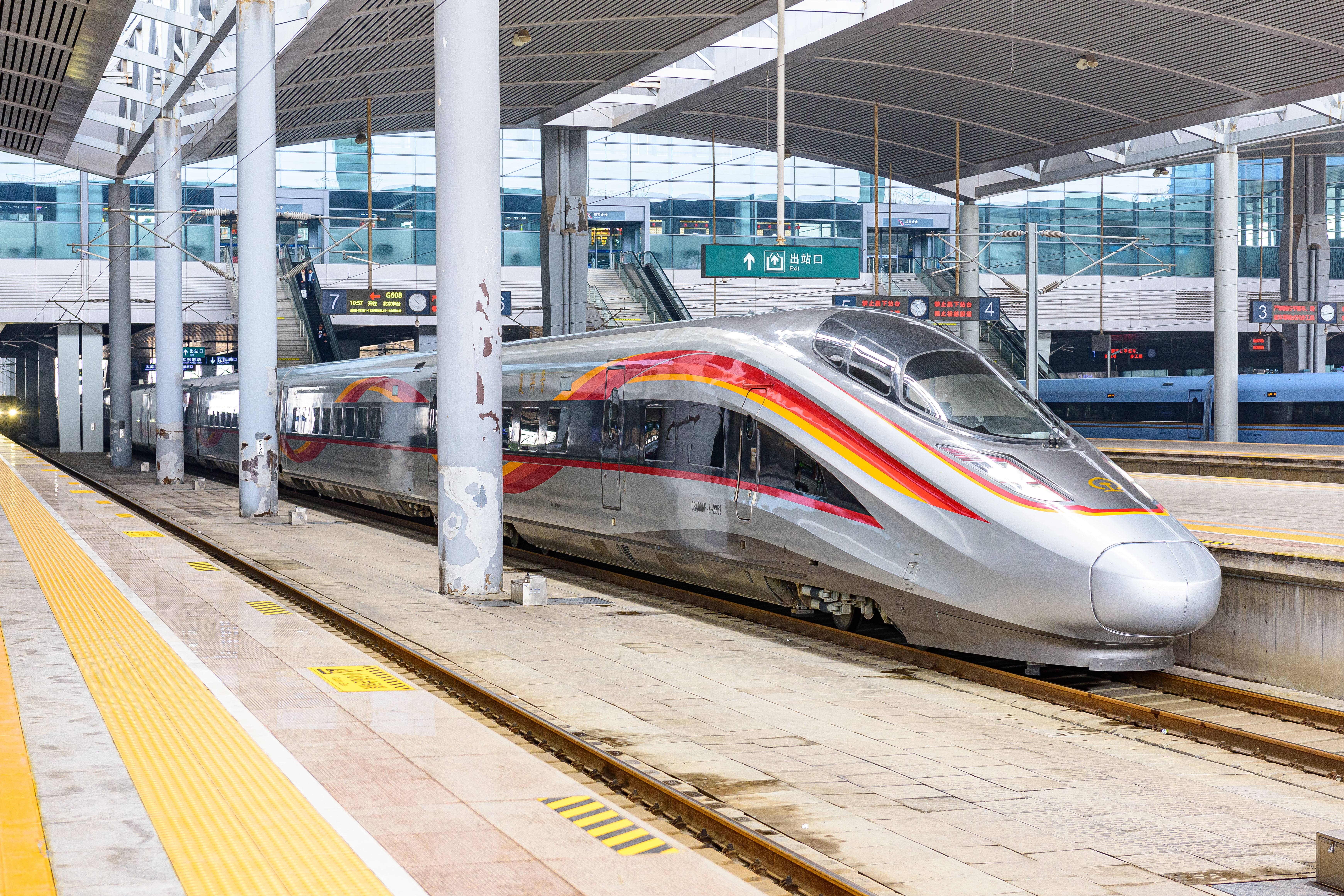
北京局CR400AF-Z-2252与2251重联担当的G608次列车在太原南站等待发车（2024年3月）

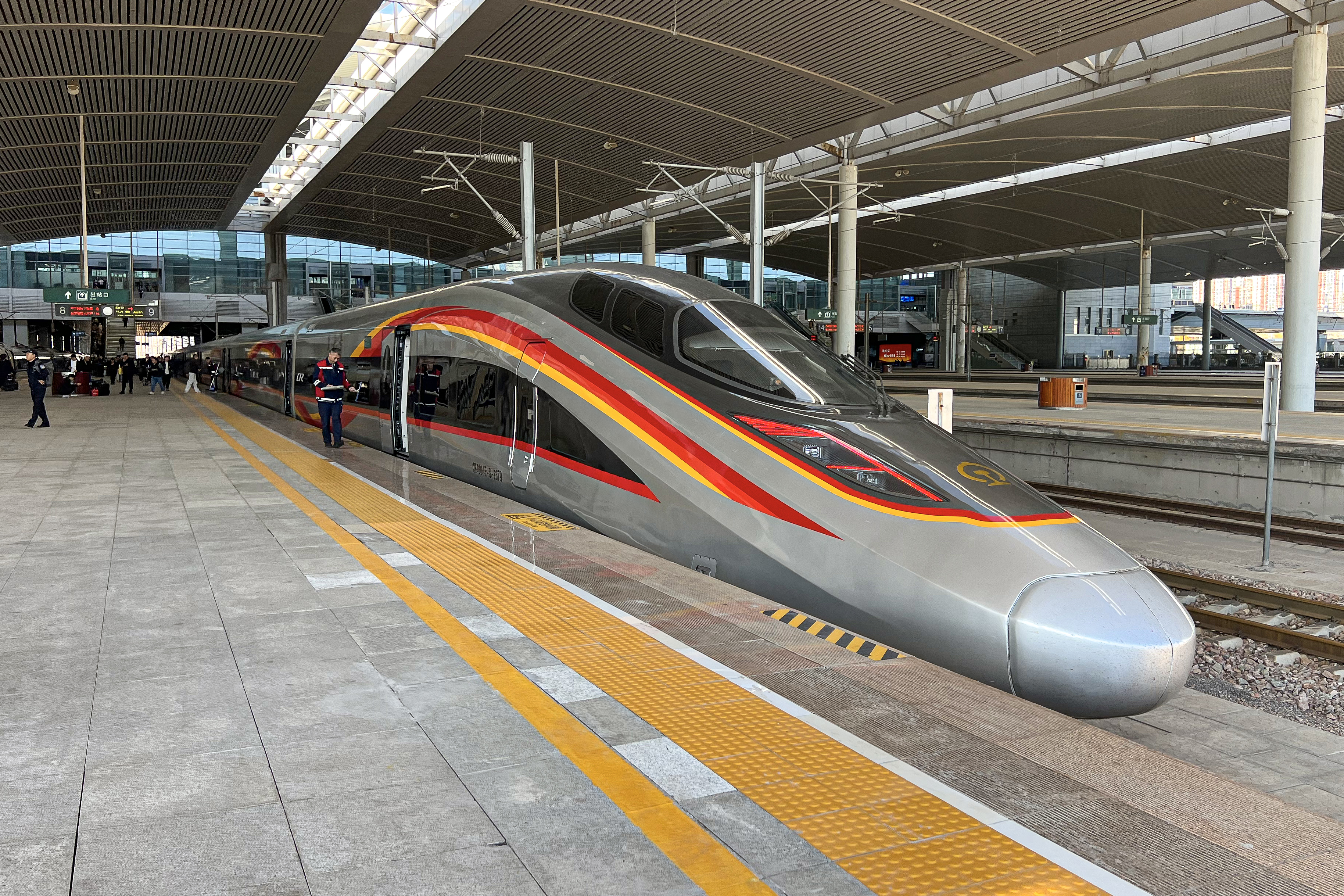
太原局CR400AF-S-2378与2379重联担当的G612次列车在太原南站等待发车（2024年11月）

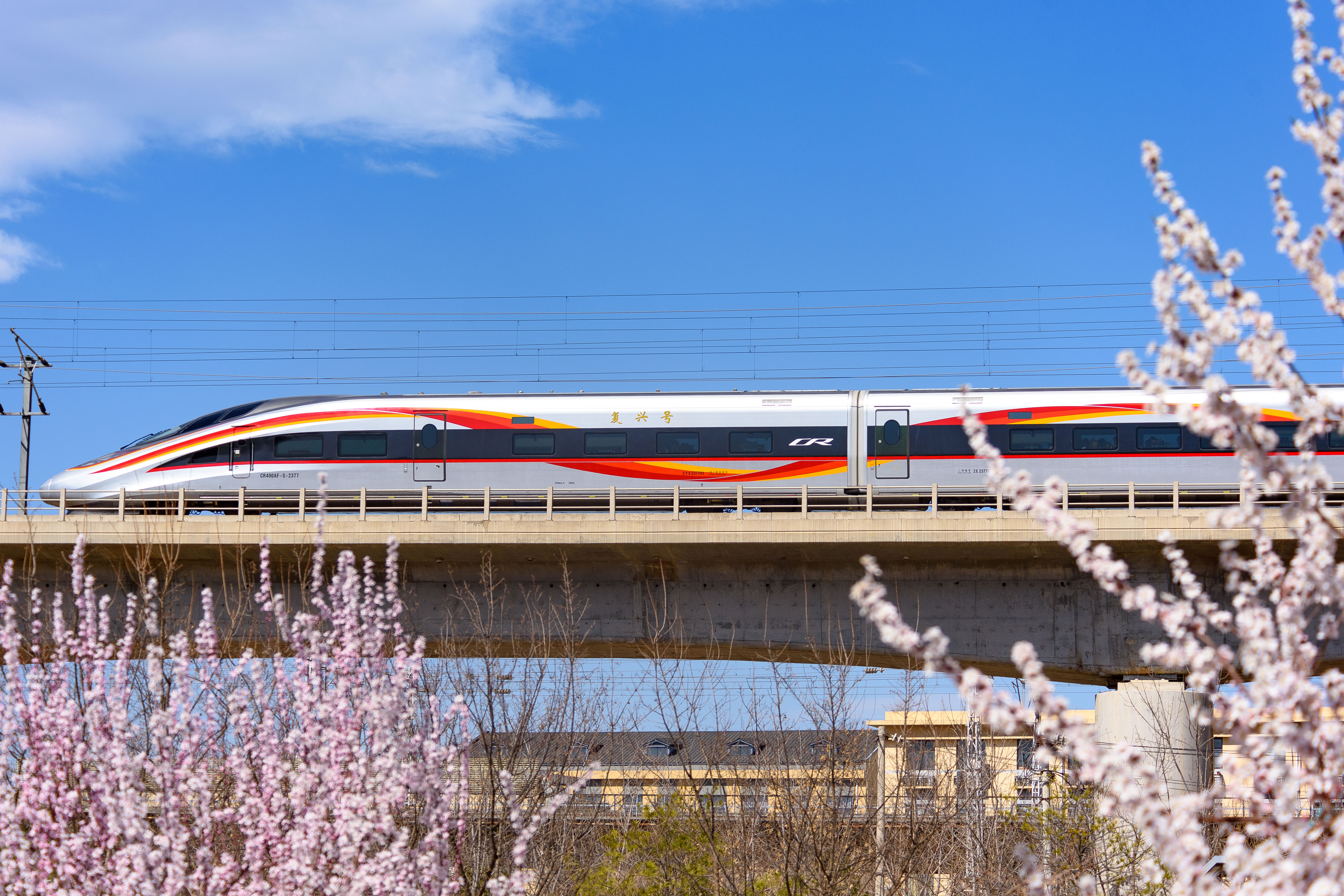
北京西站至太原站的G605次列车驶经北京衙门口城市森林公园西区（2025年3月）

京太高速动车组列车是中国铁路运行于首都北京市和山西省省会太原市之间的高速动车组列车，自2012年12月26日起开行，现合计开行13对列车。列车由太原局集团太原客运段、北京局集团石家庄客运段、北京局集团北京客运段担当。列车途经北京市、河北省、山西省一市二省。

## 历史

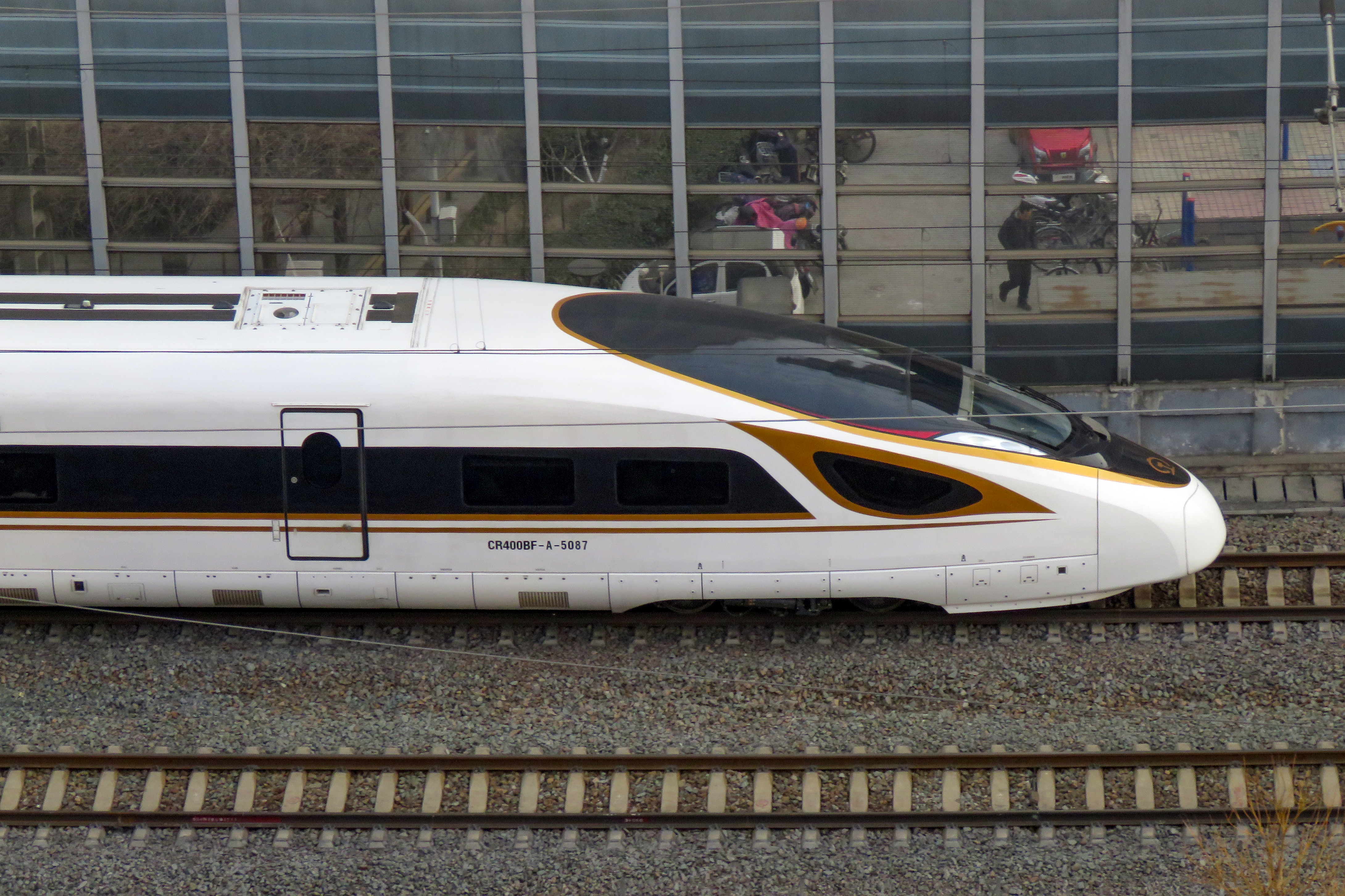
G615次列车驶出北京西站（2019年1月）

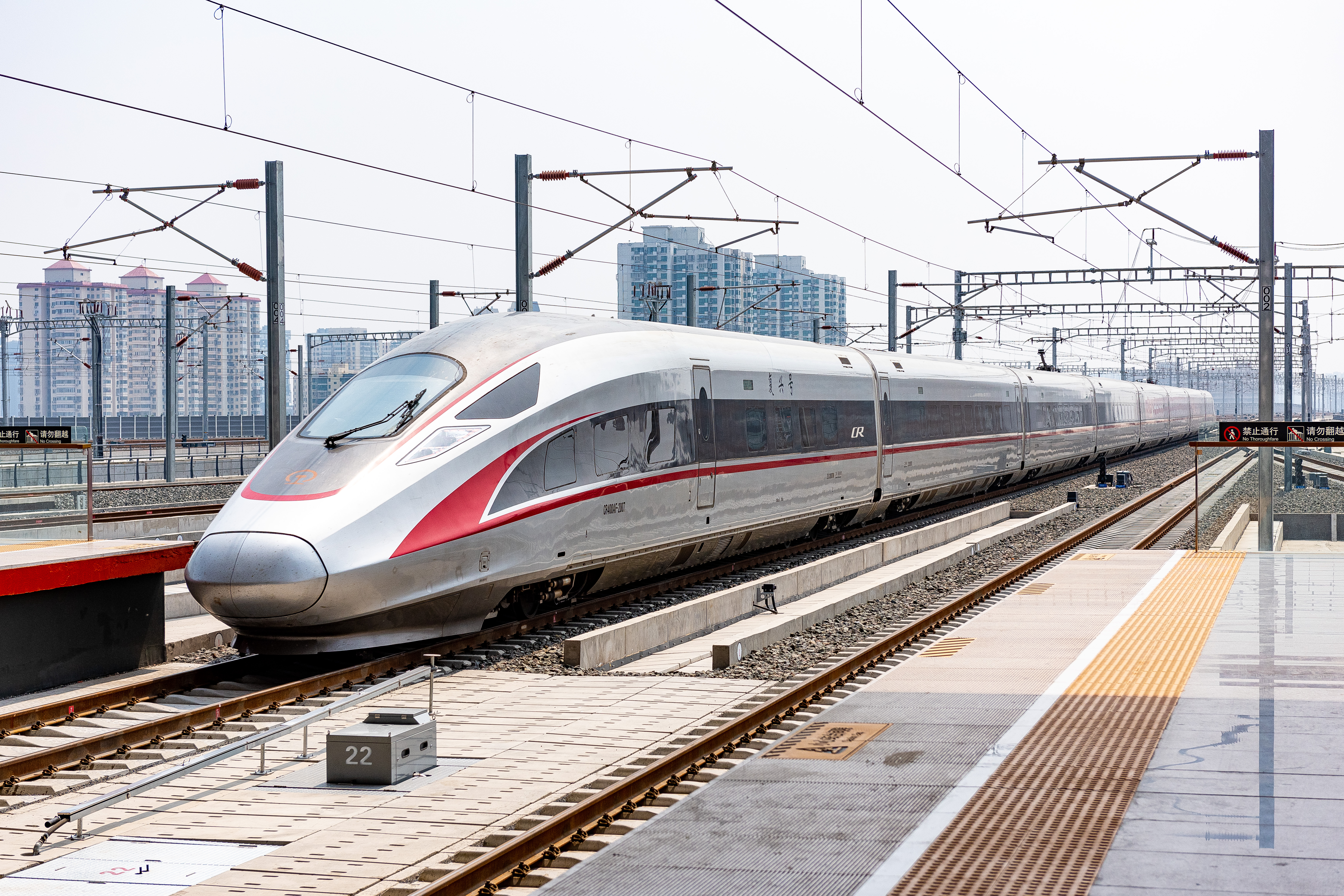
G609次列车驶出北京丰台站（2022年6月）

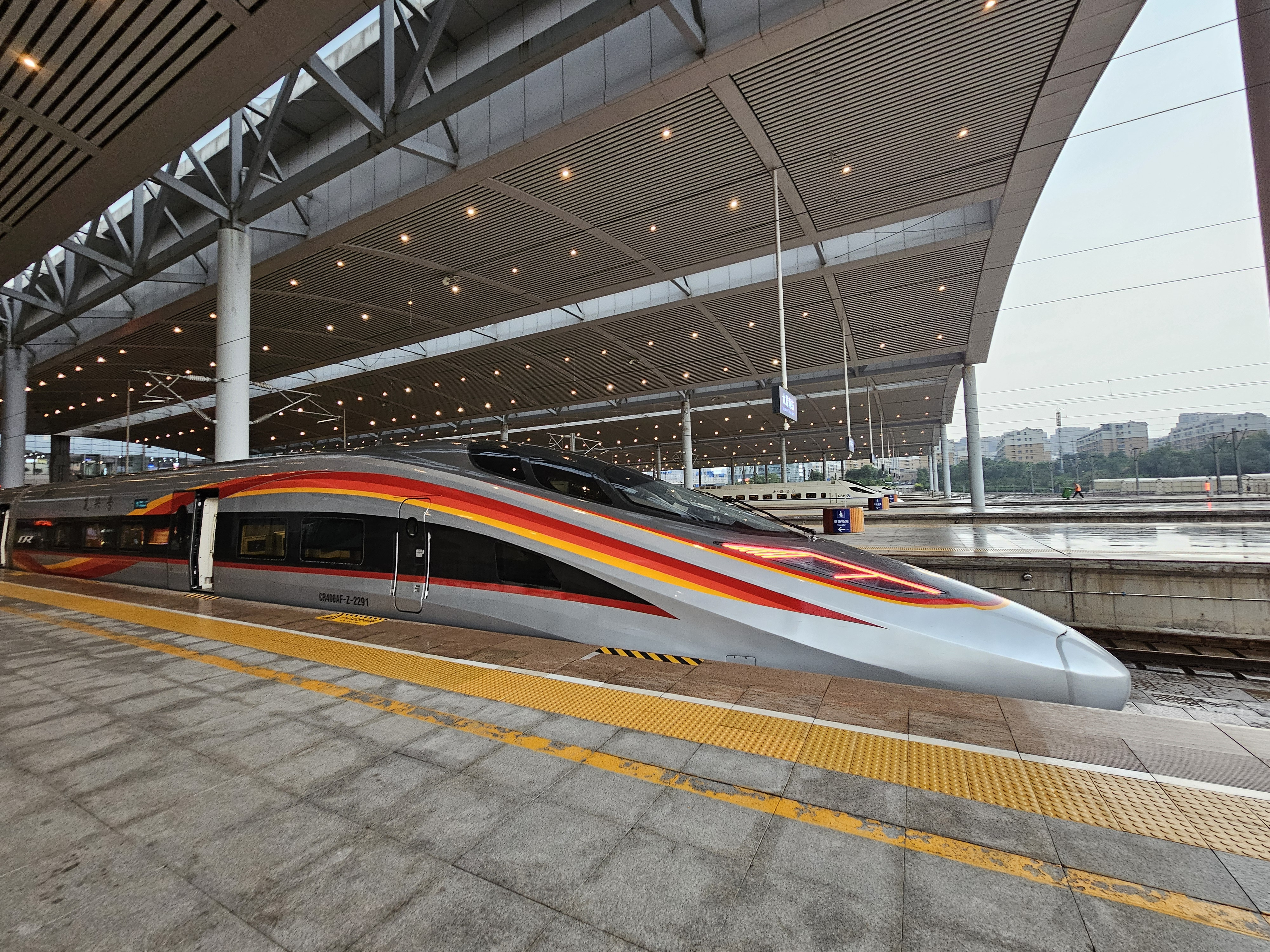
CR400AF-Z-2291与2292重联担当的G618次列车在太原南站等待发车（2024年8月）

2012年12月26日，配合京广高速铁路京郑段开通，新增多趟往返北京西站和太原站的高速动车组列车。
2014年7月1日，配合太原南站启用，原在太原站始发终到的各列车陆续转移至太原南站始发终到。
2018年7月1日起，G92次列车取消石家庄站办客，实现太原至北京一站直达；隔年1月5日起，G91次列车取消石家庄站办客，实现北京至太原一站直达。
2022年6月20日，配合北京丰台站启用，原在北京西站始发终到的各列车全数转移至北京丰台站始发终到；同时配合京广高铁北段运行图重排，重新安排北京丰台~太原南高速动车组列车10.5对。
2024年1月10日，太原南来往北京丰台的G62/605次列车改为北京西站始发终到。
2024年10月1日，太原南至北京西的G62次列车改为太原站始发，其交路（G62次、G605次、G612次）也更换为CR400AF-S型技术提升版动车组。
2025年1月5日，全国铁路运行图调整，因集大原高速铁路开通，北京至太原间首次开行经由京张城际铁路、张大客运专线、大西客运专线的高速动车组列车。车次为G2511-2514次，但G2512/3次列车由于太原局集团车底问题实际于1月14日开行。

## 使用列车
主要使用CRH380A、CR400AF、CR400AF-Z、CR400AF-S和CR400BF-G等列车。